# آسیاب کلاته خان
آسیاب کلاته خان مربوط به دوره قاجار است و در شهرستان شاهرود، بخش مرکزی، روستای کلاته خان واقع شده و این اثر در تاریخ ۱۰ دی ۱۳۸۱ با شمارهٔ ثبت ۶۹۳۹ به‌عنوان یکی از آثار ملی ایران به ثبت رسیده‌است.